# Mezőmegyer
Mezőmegyer is een deel van de stad Békéscsaba in het Hongaarse comitaat Békés. Mezőmegyer telt 2400 inwoners.